# ایفر توپلولوغلو
ایفر توپلولوغلو (انگلیسی: Ayfer Topluoğlu؛ زادهٔ ۳۱ ژانویهٔ ۱۹۷۷) بازیکن فوتبال اهل ترکیه است.

وی همچنین در تیم ملی فوتبال زنان ترکیه بازی کرده‌است.